# Браун, Рон
Рональд Хармон Браун (англ. Ronald Harmon Brown; 1 августа 1941 года, Вашингтон, США — 3 апреля 1996 года, Дубровник, Хорватия) — американский государственный и общественный деятель. Занимал должность министра торговли в течение первого срока Билла Клинтона, став первым афроамериканцем, назначенным на эту должность. До этого был председателем комитета Демократической партии. Погиб в авиакатастрофе в Хорватии в 1996 году. Как афроамериканский адвокат, преодолел несколько барьеров и довольно быстро продвинулся в политике с 1970-х до начала 1990-х годов. Сначала стал известен общественности как лидер беспартийной исторической организации по защите гражданских прав негров в Национальной лиге городов (англ. National Urban League). Его честность и изобретательность были замечены, что привело к различным назначениям: политический стратег сенатора Эдварда М. Кеннеди (штат Массачусетс) и Джесси Джексона, главный советник Сенатского судебного комитета США и лоббист интересов иностранных правительств.
В 1980-х стал первым чернокожим председателем Национального комитета Демократической партии (DNC). Руководил партией, склоняясь к более центристской позиции, помогая подготовить почву для выборов президента Билла Клинтона в 1992 году. Впоследствии Клинтон назначил его министром Департамента торговли. Хотя Браун добился заметных успехов и внёс изменения в бюрократический аппарат, обвинения в коррупции повредили его пребыванию в этой должности.

## Биография
Родился в Вашингтоне, округ Колумбия, и вырос в Гарлеме, штат Нью-Йорк, в семье среднего класса, оба его родителя были выпускниками Говардского университета. Он был членом афроамериканской общественной и благотворительной организации «Джек и Джилл». Браун посещал начальную школу Hunter College и подготовительную школу Rhodes. Его отец работал управляющим в отеле Theresa в Гарлеме, где Браун жил, когда рос.
После окончания Мидлбери, где он стал первым чернокожим членом студенческого братства, вступил в армию Соединённых Штатов в 1962 году и служил в Южной Корее и Европе в звании капитана. В том же году он женился на Альме Аррингтон. Оставив военную службу, в 1967 году поступил на службу в Национальную лигу городов как социальный работник, но не задерживается на этой должности. Его выделяет умение вести переговоры, и после получения степени юриста в Университете Сент-Джонс, он становится вице-президентом организации в Вашингтоне (округ Колумбия), где в 1970 году получает должность пресс-секретаря. К 1976 году Браун был назначен заместителем исполнительного директора по программам и правительственным делам Национальной Лиги Городов.
Компромиссы, обмен мнениями и политическая игра вполне устраивали Брауна. «То, что я люблю больше всего — это изменение мышления», — сказал он в одном из интервью. В 1979 году сотрудничество Брауна с Демократической партией принесло плоды: сенатор Кеннеди назначил Брауна своим заместителем руководителя кампании в безуспешной борьбе за пост президента. Эта работа ознаменовала начало звёздного восхождения через партийную политику. Кеннеди выбрал Брауна в качестве главного юрисконсульта судебного комитета Сената, и эта должность привела к тому, что он стал главным адвокатом руководящего совета партии ДНК (англ. Democratic National Committee, DNC). К середине 1980-х годов Браун был известным и уважаемым в столице человеком, который по долгу службы и по положению входил в круг лиц, владеющих конфиденциальной информацией.
Следующий карьерный шаг Брауна полностью соответствовал духу Вашингтона — Браун стал лоббистом. Он стал адвокатом в известной Вашингтонской фирме Patton, Boggs и Blow, чьи клиенты были людьми высокого положения. У адвоката не было недостатка в клиентах: бизнес, который он представлял, включал в себя финансового гиганта American Express и двадцать одну японскую компанию по производству электроники. Тем не менее, известность он приобрёл, представляя интересы иностранных компаний в Заире, Гватемале и на Гаити. В то время как он действовал от имени гаитянского лидера Жан-Клода Дювалье, граждане Гаити подвергались политическим репрессиям, их подвергали пыткам, некоторые были убиты. Позже, когда Браун готовился занять высокий пост министра торговли, критики сразу вспомнили, что он поддерживал диктаторов. Демократы хотели вернуть Брауна, и он оставил практику лоббирования чужих интересов, чтобы стать председателем Демократической партии. Работа требовала многого: демократы не могли продвинуть своего президента в Белый дом с 1976 года. Браун должен был объединить партию, которая проиграла три гонки президентских выборов подряд, увидела уменьшение числа традиционных избирателей и пострадала от кризиса идентичности, который расколол партию на умеренное и левое крыло.
Браун смог организовать переход к центристской точке зрения в национальной повестке дня демократов, что проложило путь к кандидатуре Клинтона. Как только Клинтон появился как лидер, Браун приложил все силы, чтобы получить одобрение руководства. Руководитель избирательной кампании Клинтона Микки Кантор заявил после выборов: «Эта партия была готова — и это было благодаря Рону Брауну… лучшему председателю, которого мы когда-либо имели».

## Министр торговли

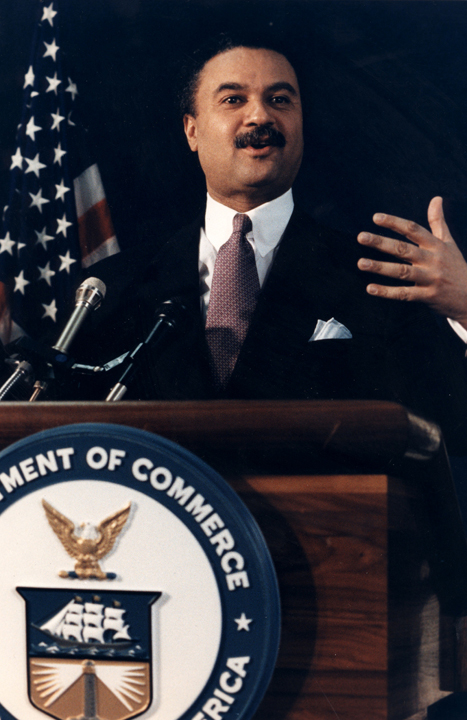
Выступление Рона Брауна в должности министра торговли

В качестве награды Клинтон выдвинул кандидатуру Брауна на должность министра торговли. Сенат утвердил его без особых затруднений. Как министра торговли, Брауна хвалили за то, что он вдохнул новую жизнь в бюрократический аппарат департамента. Он возродил экспортные программы, выиграв многомиллиардные контракты для американских авиастроительных и телекоммуникационных компаний. Опасения, что он слишком либерален, оказались ошибочными, впоследствии его назвали «самым грозным министром торговли со времен Герберта Гувера».
Финансовые скандалы чуть не потопили Брауна. В 1993 году, в течение первого года в должности министра торговли, Браун был обвинён вьетнамским бизнесменом в получении взятки в размере 700 000 долларов, чтобы снять давнее торговое эмбарго. Браун отрицал обвинение; Федеральное бюро расследований провело годичное расследование, и обвинения в конечном счете были сняты.
В феврале 1995 года появились новые обвинения. Генеральный прокурор США Джанет Рено открыла еще одно уголовное расследование в отношении личных финансов Брауна. На этот раз республиканцы в Конгрессе обвинили его в нарушении требований о раскрытии информации и уклонении от уплаты налогов. Браун отрицал какое-либо нарушение закона, но в мае 1995 года прокурор попросила назначить независимый совет для проверки финансов Брауна.
Браун возглавлял делегации предпринимателей, бизнесменов и финансистов в Южной Африке, Мексике, Саудовской Аравии, Иордании, Израиле, на Западном берегу, в Газе, Египте, России, Бразилии, Аргентине, Чили, Китае, Гонконге, Ирландии, Индии и Сенегале. Он получил высокую оценку за проделанную работу в области права, был удостоен двух американских наград за выдающиеся достижения в области юриспруденции и за выдающиеся достижения в области правоведения (Закон о бедности, англ. Poverty law). Браун был научным сотрудником Института политики в Школе управления им. Джона Ф. Кеннеди при Гарвардском университете (англ. Harvard University, Kennedy School of Government), попечителем колледжа Мидлбери (англ. Middlebury College), членом благотворительного совета Объединенного негритянского фонда колледжей (англ. United Negro College Fund) и Университета округа Колумбия (англ. University of the District of Columbia).

## Гибель
3 апреля 1996 года Браун погиб в авиакатастрофе недалеко от города Дубровник, Хорватия, вместе с 32 другими сотрудниками министерства торговли и руководителями предприятий США. Он был во главе торговой миссии, направлявшейся для оценки возможностей инвестиций в восстановлении экономики Хорватии и Боснии и Герцеговины.